# Typhlodromus gulingensis
Typhlodromus gulingensis är en spindeldjursart som beskrevs av Zhu 1985. Typhlodromus gulingensis ingår i släktet Typhlodromus och familjen Phytoseiidae. Inga underarter finns listade i Catalogue of Life.